# 梁山镇 (梁山县)
梁山镇是中国山东省济宁市梁山县下辖的一个镇。

## 行政区划
梁山镇下辖吕屺口居民委员会、马庄居民委员会、张坊居民委员会、凤山居民委员会、馍台居民委员会、付庙居民委员会、后集居民委员会、郝山头村、程垓村、前窑村、冯屺口村、丁庄村、关庄村、陈楼村、前码头村、后码头村、任庄村、茶庄村、独山村、马振扬村、孟庄村、前集村、石头园村、郭庙村、邵楼村、刘集村、东马庙村、西马庙村、杏花村、郑垓村、丁堂村、樊庄村、孔坊村、鱼王庄村、叶庄村、何庄村、曾庄村、李庄村、臧庄村、后孙庄村、前孙庄村、姜庄村、土囤村、林庄村、中王村、许河头村、周庄村、洼王村、夏庄村、邓庄村、邓楼村、马园村、庄楼村、高垓村、梁庄村、解庄村。

## 建制沿革
2010年，梁山镇被撤销，在其原行政区域上建立水泊街道和梁山街道。县政府、县委驻地在水泊街道。